# Evil Hat Productions
Evil Hat Productions — компания, выпускающая ролевые и другие настольные игры. Они наиболее известны благодаря бесплатной инди-РПГ игровой системе ролевых игр Fate и настольным играм Blades in the Dark и Thirsty Sword Lesbians.

## История
Начиная с 1999 года, Фред Хикс работал с Лидией Леонг, Робом Донохью и другими руководителями ролевых игр живого действия в AmberCon NorthWest и придумал название компании Evil Hat Productions для себя. Во время поездки на озеро Тахо друзья Хикс и Донохью разработали новую игру, основанную на разговорах об игре Amber и устранении некоторых проблем с FUDGE. В результате была создана игровая система Fate, которую Хикс и Донохью опубликовали под названием Evil Hat Productions. Донохью и Хикс выпустили полное первое издание Fate на Yahoo!Groups в январе 2003 года, затем привели в порядок техническую составляющую системы и слегка доработали её для второго издания в августе 2003 года. Хикс и Донохью начали работу над лицензионной игровой системой Dresden Files в 2004 году, но публикация была отложена, так как они решили использовать Spirit of the Century для внедрения системы Fate 3.0. Работая над этими и другими играми, в качестве сайд-проекта Хикс работал над Don’t Rest Your Head, которая стала первой опубликованной игрой компании. Don’t Rest Your Head была высоко оценена критиками и быстро разошлась коротким тиражом.
Компания в 2005 году начала выпуск серии коммерческих ролевых игр, использующих обновлённую версию игровой системы Fate, каждая из которых посвящена своему жанру. В их число входят приключенческая игра 1920-х годов Spirit of the Century и научно-фантастическая Diaspora. В 2010 году была выпущена ролевую игру Dresden Files, основанную на серии романов Джима Батчера «Файлы Дрездена». Игровая система Fate также была лицензирована компанией Cubicle 7 Entertainment, которая использовала её в фильме Starblazer Adventures, основанном на британском комиксе Starblazer.
В январе 2016 года Evil Hat Productions анонсировала тиражи некоторых своих игр для Fate Core System, таких как Venture City (2014) и Do: Pilgrims of the Flying Temple (2011). В сентябре 2016 года компания объявила, что выпустит обе игры: Blades in the Dark и Karthun: Lands of Conflict, которые были профинансированы за счёт успешных сборов на Kickstarter в 2015 и 2014 годах соответственно, вышли в продажу в 2017 году.
В октябре 2018 года ICv2 сообщил, что Evil Hat Productions приостановил свою деятельность: «в общей сложности дюжина проектов […] были отложены или отменены в ближайшем будущем» и уволил часть персонала. Например, в том же месяце уволился глава отдела маркетинга Кэрри Харрис и глава по развитию бизнеса Крис Ханрахан. Старший арт-директора Брайан Паттерсон был уволен в конце 2018 года.
В 2019 году Хикс сообщил, что продажи ролевой игры Monster of the Week (2015) резко возросли после того, как в 2018 году она была показана в подкасте The Adventure Zone. Хикс сообщил ICv2, что «интерес к игре в том же месяце вырос до того же уровня, что и при выпуске нашего первого продукта. Практически каждый последующий месяц устойчивый интерес к игре значительно превосходил тот, чего мы смогли достичь сами. Только один месяц, октябрь 2018 года, был ниже самого высокого уровня интереса, который мы наблюдали сразу после выпуска в 2015 году, и за ним сразу же последовал ноябрь 2018 года, когда мы стали свидетелями самых высоких продаж этого продукта за всю историю (возможно, из-за того, что розничные продавцы запасались подарками к праздникам)». Хикс подчеркнул, что, Fate Core System хоть и «добилась значительного роста продаж» после того, как была представлена в мае 2017 года на TableTop от Geek & Sundry, «эффект был менее заметным, чем у The Adventure Zone».

## Награды
Don’t Rest Your Head заняла второе место в номинации «Инди-игра года» на Indie RPG Awards 2006, уступив Spirit of the Century. В 2007 году Evil Hat Productions получила серебро ENnie Awards за номинацию «Лучшие правила», как и Spirit of the Century, и почётное упоминание за «Лучшую игру». В 2008 году игровое дополнение Don’t Lose Your Mind получило награду Indie RPG Awards в номинации «Инди-дополнение года». В 2009 году Don’t Lose Your Mind на премии ENnie Awards получила серебро за номинацию «Лучший сценарий», а Swashbucklers of the 7 Skies — серебро за номинацию «Лучший сеттинг». Эти игры также были номинированы на «Произведение года».
В 2010 году компания получила две награды Origins Awards за ролевую игру Dresden Files в категориях «Лучшая ролевая игра» и «Лучшее дополнение к двум книгам линейки». В 2011 году эта же игра на ENnie  получила золото в номинациях «Лучшая игра», «Лучшую новая игра» и «Лучший сценарий», а также серебро в номинациях «Лучшие производственные показатели» и «Продукт года».
В 2014 году компания была номинирована на премию Diana Jones Award за выдающиеся достижения в области гейминга; комитет написал, что «с момента выхода Fate в качестве бесплатной RPG в 2003 году Evil Hat Productions стремилась к двум обычно труднодостигаемым целям: продуманности в игровом дизайне и профессионализму в издательском деле. Честнсть в ведении бизнеса и перфекционизм в продумывании возможностей игры превратили аудиторию Evil Hat Productions из небольшой группы почитателей в интернете в лояльную орду, насчитывающую десятки тысяч человек. [...] Совместно создав компанию Bits and Mortar, Evil Hat Productions положила начало сотрудничеству с розничными продавцами PDF-файлов; используя лицензию Open Game и Creative Commons, эта компания опиралась на доверие игроков и дизайнеров, когда создавала более качественные игры. В 2013 году Evil Hat Productions и выполнила собственные дизайнерские задачи, и успела выпустить Fate Core в установленные сроки. Так было выпущено, напечатано и доставлено пять книг, а также продано более 60 000 копий. И всё же Fate Core по-прежнему остается бесплатной RPG».
Также в 2014 году система Fate Core едва не собрала все награды ENnie, получив золото в номинациях «Лучшая игра» и «Лучшие правила» и серебро в номинации «Произведение года», а связанное с ней ускоренное издание Fate получило золото за «Лучшую семейную игру», а также дополнения и аксессуары Strange Tales of the Century, набор инструментов Fate System, игральные кости Fate SRD и Eldrich Fate Dice получили серебро за «Лучший RPG продукт», «Лучшее дополнение», «Лучший веб-сайт» и «Лучшую помощь/аксессуар» соответственно.
В 2015 году в номинации "Лучшая семейная игра" компания получила серебро на ENnie за робо-RPG Atomic.
В 2018 и 2019 годах Evil Hat Productions выиграла в номинации «Лучший сеттинг» на Indie Groundbreaker Awards от Indie Game Developer Network за Arecibo и The Way of Pukona.
В 2022 году команда из шести сценаристов ролевой игры Thirsty Sword Lesbians выиграла премию Nebula Award в категории «Лучший игровой сценарий». Это была первая ролевая настольная игра, получившая данную награду Nebula Award. Игра также получила премию ENnie Awards 2022 в номинации «Лучшая игра» и «Произведение года».

## Публикации

### Ролевые игры
- Fate (2003)
- Don’t Rest Your Head (2006)
- Spirit of the Century (2006)
- A Penny for my Thoughts (2009)
- Diaspora (2009)
- Swashbucklers of the 7 Skies (2009)
- The Dresden Files Roleplaying Game (2010)
- Happy Birthday, Robot! (2010)
- Do: Pilgrims of the Flying Temple (2011)
- Atomic Robo (2014)
- Monster of the Week (2015)
- Blades in the Dark (2017)
- Karthun: Lands of Conflict (2017)
- Scum and Villainy (2018)
- Uprising: The Dystopian Universe (2018)[21][22]
- Thirsty Sword Lesbians (2021)[18]
  - Advanced Lovers & Lesbians (2022)
- Apocalypse Keys (2023)[23][24]

### Книги
- Beyond Dinocalypse ISBN 978-1-61317-016-8
- Dinocalypse Now ISBN 978-1-61317-003-8
- Don’t Read this Book ISBN 978-1-61317-012-0
- Khan of Mars ISBN 978-1-61317-018-2
- King Khan ISBN 978-1-61317-019-9
- Sally Slick and the Steel Syndicate ISBN 978-1-61317-063-2
- Designers and Dragons: A History of the Roleplaying Game Industry (2015, 2nd Edition)[25]

### Настольные и карточные игры
- Zeppelin Attack! (2014)[26]
- Don’t Turn Your Back (2015)[27]
- The Dresden Files Cooperative Card Game (2017)[28]
- Kaiju Incorporated Card Game (2017)[29]
- Greedy Dragons (2018)[30]